# Stadion Atłant
Stadion Atłant – stadion piłkarski zlokalizowany w Nowopołocku. Na tym stadionie rozgrywa swoje mecze Naftan Nowopołock.